# Torre de Monsanto
La Torre de Monsanto es un edificio situado en la freguesia de Algés del municipio de Oeiras, se trata de la  tercera estructura más alta de la región de Lisboa, con 120 metros de altura y 17 plantas. Fue construida en 2001 como un rascacielos s de oficinas, de acuerdo con los planes de la empresa de arquitectura portuguesa Sua Kay. Se ubica en la zona comercial de Miraflores, cerca de la salida de la Autoestrada A5.